# Allium macrum
Allium macrum — вид трав'янистих рослин родини амарилісові (Amaryllidaceae), ендемік штатів Орегон і Вашингтон, США.

## Опис
Цибулин 1–3, від кулястих до яйцюватих, 0.6–2 × 0.5–1.5 см; зовнішні оболонки містять 1 або більше цибулин, коричневі, перетинчасті; внутрішні оболонки білі. Листки, як правило, стійкі, в'януть від кінчика в період цвітіння, 2; листові пластини плоскі або жолобчасті, 12–38 см × 2–3 мм, поля цілі. Стеблина стійка, одиночна, прямостійна, ± циліндрична, 9–32 см × 0.5–4 мм. Зонтик стійкий, прямостійний, нещільний, 10–20-квітковий, кулястий, цибулинки невідомі. Квіти дзвінчасті, 5–7 мм; листочки оцвітини розлогі, білі або рожеві з вираженими червоними серединними жилками, вузько ланцетоподібні, ± рівні, краї цілі, верхівка загострена. Пиляки жовті; пилок жовтий. Насіннєвий покрив тьмяний. 2n = 14.
Період цвітіння: квітень — травень.

## Поширення
Ендемік штатів Орегон і Вашингтон, США.
Населяє безплідні, щебеневі ґрунти; 100—1400 м.